# Maserloppet
Maserloppet är ett nationellt långlopp på längdskidor i Sverige. Maserloppet har arrangerats årligen sedan 1967 av Kvarnsvedens GoIF i Borlänge, då det arrangerades i samband med föreningens 60-årsjubileum. Start och mål skedde vid den då nybyggda Maserhallen, som gav loppet dess namn.